# كهوف إليفانتا

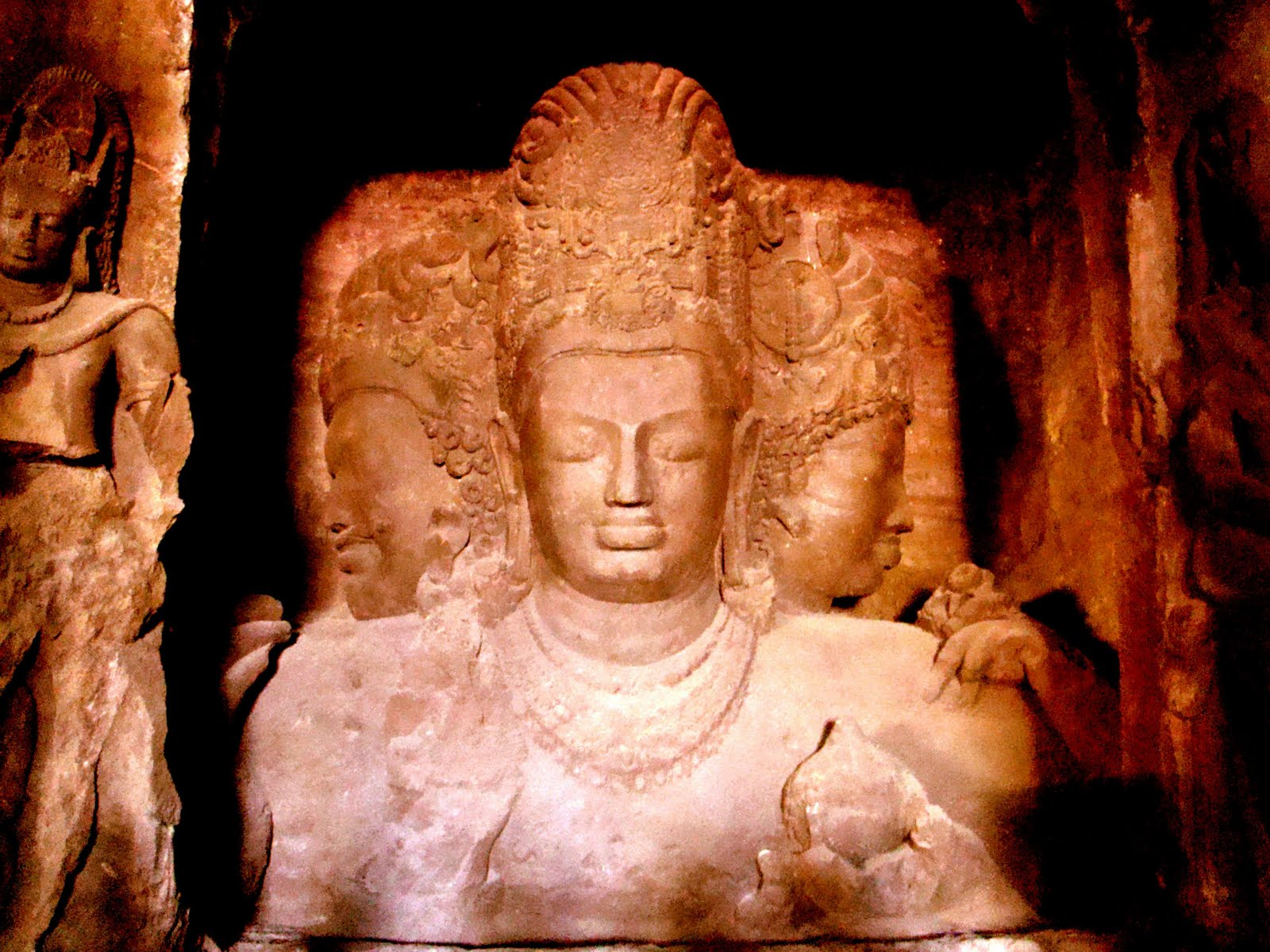
كهوف إليفانتا

كهوف إليفانتا (بالمراثية |घारापुरीची लेणी) هي موقع تراث عالمي لليونسكو ومجموعة من معابد الكهوف مكرسة في الغالب للإله الهندوسي شيفا.  تقع الكهوف على جزيرة إليفانتا، أو غابوري (حرفيًا «مدينة الكهوف»)، في ميناء مومباي، 10 كيلومتر (6.2 ميل) شرق مومباي في ولاية ماهاراشترا الهندية. تضم الجزيرة، على بعد نحو 2 كيلومتر (1.2 ميل) غرب ميناء جواهر لال نهرو، خمسة كهوف هندوسية وعدد قليل من ركام ستوبا (نَصْب تِذْكاري بُوذي) البوذية التي يعود تاريخها إلى القرن الثاني قبل الميلاد، بالإضافة إلى مجموعة صغيرة من كهفين بوذيين مع أحواض ماء.
تحتوي كهوف إليفانتا على منحوتات حجرية مقطوعة في الصخر تُظهر التوفيق بين الأفكار والأيقونات الهندوسية والبوذية. نُحتت الكهوف من صخور البازلت الصلبة. عدا بعض الاستثناءات القليلة، حيث شُوهت وتُلفت الكثير من الأعمال الفنية. زُين المعبد الرئيسي بالإضافة إلى المقر المتصل بالمعابد الأخرى بأسلوب الماندالا (مجموعةٌ من الرُّموز استُعملت من قِبَل الهندوسيين والبوذيين للتعبير عن صورة الكون الميتافيزيقي). تروي المنحوتات الأساطير الهندوسية، مع تريمورتي ساداشيفا (شيفا ذو الثلاثة وجوه) البالغ ارتفاعه 20 قدمًا (6.1 مترًا)، وناتراجا (آلهة الرقص) ويوغيشفارا (آلهة اليوغا) وهو الأكثر شهرة.
يعود تأريخهم بين القرنين الخامس والتاسع، ويُنسبوا إلى سلالات هندوسية مختلفة. ومن الشائع تأريخهم بين القرنين الخامس والسابع. يعتقد معظم العلماء أنه أُنهي العمل بها بنحو عام 550 ميلادي.
سُميوا إليفانت -لتتحول بعد ذلك إلى إليفانتا- من قبل البرتغاليين الاستعماريين عندما وجدوا تماثيل الفيل فيها. أسسوا قاعدة في الجزيرة، وأتلف جنودها المنحوتات والكهوف. كان الكهف الرئيسي (الكهف 1، أو الكهف الكبير) مكانًا للعبادة الهندوسية إلى أن وصل البرتغاليون، توقفت عندئذ الجزيرة عن كونها مكانًا نشطًا للعبادة. بدأت المحاولات الأولى لمنع إحداث المزيد من الضرر للكهوف من قبل مسؤولي الهند البريطانية في عام 1909. استُعيدت المعالم الأثرية في سبعينيات القرن العشرين.  في عام 1987، صُنفت كهوف إليفانتا المستعادة كموقع للتراث العالمي لليونسكو. ويُصان الموقع حاليًا بواسطة المسح الأثري للهند (إيه إس آي).

## الجغرافيا
تقع جزيرة إليفانتا، أو غرابوري، على بعد نحو 10 كم (6.2 ميل) شرق بوابة الهند في ميناء مومباي وأقل من 2 كم (1.2 ميل) غرب ميناء جواهر لال نهرو. تغطي الجزيرة نحو 10 كم مربع (3.9 ميل مربع) عند المد العالي ونحو 16 كم مربع (6.2 ميل مربع) عند المد المنخفض. غرابوري هي قرية صغيرة على الجانب الجنوبي من الجزيرة.  ترتبط كهوف إليفانتا عن طريق خدمات الزوارق التي تنطلق من بوابة الهند، مومباي بين 9 صباحًا و 2 مساءً يوميًا، باستثناء يوم الاثنين عندما تكون الكهوف مغلقة. يوجد في مومباي مطار محلي ودولي رئيسي، بالإضافة إلى أنه متصل بالسكك الحديدية الهندية.
يبلغ طول الجزيرة 2.4 كم (1.5 ميل) مع تلين يرتفعان إلى نحو 150 متر (490 قدم). يفصل الوادي العميق الضيق بين التلين، ويمتد من الشمال إلى الجنوب. في الغرب، يرتفع التل بلطف من البحر ويمتد شرقًا عبر الوادي ويرتفع تدريجيًا إلى أقصى الشرق إلى ارتفاع 173 متر (568 قدم). نمت الغابات واحتوت على مجموعات من أشجار المانجو، والتمر الهندي، والكارانج التي تغطي التلال بأشجار النخيل المتناثرة. يتكون الشاطئ الأمامي من الرمال والطين مع شجيرات المانجروف على الحواف. تقع أرصفة الإنزال بالقرب من ثلاث قرى صغيرة تعرف باسم سيت بوندر في الشمال الغربي، مور بوندر في الشمال الشرقي، وغرابوري أو راج بوندر في الجنوب.
هناك خمسة كهوف مقطوعة في الصخور في التل الغربي وطوب ستوبا على التل الشرقي. يوجد على التل الشرقي أكوام بوذية، وتسمى تل ستوبا. على مقربة من كهوف التلال الغربية الخمسة، يوجد الكهف 6 و 7 على التل الشرقي. الكهف الأكثر زيارة والأكثر أهمية هو على التل الغربي ويسمى الكهف 1 أو الكهف الكبير، الذي يقع على بعد كيلومتر واحد من المشي صعودًا. جزيرة إليفانتا هي منطقة أثرية محمية وفقًا لمتطلبات اليونسكو، أُصدر إخطار من حكومة الهند في عام 1985 يعلن أن المنطقة العازلة تتضمن «منطقة محظورة» تمتد 1 كيلومتر (0.62 ميل) من الشاطئ.

## التوصيف
يوجد للجزيرة مجموعتين من الكهوف المقطوعة في الصخر، ومنحوتة من الصخور البازلتية الصلبة. المجموعة الأكبر من الكهوف، التي تتكون من خمسة كهوف على التل الغربي للجزيرة، معروفة بمنحوتاتها الهندوسية. يقع الكهف الرئيسي، الذي رُقم باعتباره الكهف 1، على بعد نحو 1.0 كم (0.62 ميل) على سفح تل، ويواجه ميناء مومباي. الكهوف من 2 إلى 5 بجوار الكهف 1 أقصى الجنوب الشرقي. الكهف 6 و 7 نحو 200 متر (660 قدم) شمال شرق الكهف 1 و 2، ولكن جيولوجيًا على حافة التل الشرقي.
ترتبط التلتان بواسطة ممشى. ويسمى التل الشرقي أيضا تل ستوبا، في حين يسمى التل الغربي تل كانون، ما يعكس أسماءهم التاريخية في الحقبة الاستعمارية.
جميع الكهوف هي معابد مقطوعة في الصخر  لديها مساحة تبلغ 5600 متر مربع (60,000 قدم مربع). في المناطق الأكثر إتقانًا، قاعة رئيسية، وقاعتان جانبيتان، وساحات، ومعابد ثانوية، ولكنها ليست متطور بشكل كامل. الكهف 1 هو الأكبر وبعمق 39 متر (128 قدم) من المدخل الأمامي للظهر. مجمع المعبد هو في المقام الأول مسكن شيفا، الذي يُصور في المنحوتات المعروفة التي تروي الأساطير والخرافات عن الشيفاوية. ومع ذلك، يعرض العمل الفني بصورة تفضيلية موضوعات من التقاليد الشاكتية والفيشنوية للهندوسية أيضًا.